# 殿内義雄
殿内 義雄（とのうち よしお、天保元年（1830年） - 文久3年3月25日（1863年5月12日）は、江戸時代（幕末）の人物。浪士組の一人。

## 生涯

### 生い立ち
天保元年（1830年）、上総国武射郡森村（現在の千葉県山武市）に土屋忠右衛門の子として生まれた。土屋家は森村の名主を務める家柄。
江戸の昌平坂学問所で学問を究め、屈強剛権な体格で、剣術に優れていたという。その後、下総国結城藩士となった。

### 浪士組・壬生浪士組
文久3年（1863年）、清河八郎発案の浪士組に参加し、役職（目付役）を与えられるが何らかの落ち度で降格。京（現在の京都市）に上りいざこれからという時に、清河は浪士組を率いて江戸へと帰って攘夷を行おうとした。多くの者がこれに賛同し、清河に付き従ったが、殿内は鵜殿鳩翁から、家里次郎と共に浪士組内の壬生村での残留者の取りまとめを任される（殿内と家里は、募集する側の責任者だったので、名簿に記載されていない）。壬生には芹沢鴨・新見錦・平山五郎・粕谷新五郎・平間重助・野口健司ら（水戸藩出身者）、近藤勇・山南敬助・土方歳三・永倉新八・原田左之助・沖田総司・井上源三郎・藤堂平助ら（試衛館道場の者）、斎藤一・佐伯又三郎ら（京で参加した者）、根岸友山・清水吾一ら（根岸派）が集まり、壬生浪士組（後の新選組）を結成する。
最初の壬生浪士の筆頭格だった近藤・芹沢・根岸らは既にそれぞれ派閥を形成していたが、殿内と家里は江戸幕府の信用で筆頭格になったので派閥らしいものはなく、旧知の根岸らと近かったとされている。

### 最期
殿内は近藤に憎まれていたとされ、自前の派閥を形成するために旅に出ようとする際、近藤らにしこたま酒を飲まされ、京都四条大橋にて闇討ちに遭い死去した（文久3年5月近藤書簡、近藤勇と沖田総司に襲われ、沖田に殺害されたという）。殿内は、旅姿で刀は袋にしまった状態であったという。これが壬生浪士組最初の粛清とされる。享年34。
近藤との確執の原因は諸説あり、殿内自身の人間性に問題があったとする説、近藤の野心の犠牲者になった説、芹沢派による粛清説などがある。殿内斬殺事件は、橋の上に倒れた殿内の姿を描いた絵として描かれている。